# Schleiden (Nadrenia Północna-Westfalia)
Schleiden – miasto w Niemczech, w kraju związkowym Nadrenia Północna-Westfalia, w rejencji Kolonia, w powiecie Euskirchen. W 2010 liczyło 13 287 mieszkańców.
Schleiden było stolicą niewielkiego państewka, które w 1271 znalazło się we władaniu hrabiów (później książąt) Luksemburga, pozostając w granicach tegoż państwa do 1795, kiedy to całe księstwo zajęła Francja. Po porażce Napoleona miasteczko nie powróciło do odrodzonego Luksemburga, lecz zostało zajęte przez Królestwo Prus (tzw. II rozbiór Luksemburga), a od 1871 leży w granicach Niemiec.
W Schleiden urodził się XVI-wieczny historyk luksemburski Johannes Sleidanus.

## Zabytki
- Zamek Schleiden(inne języki) z kościołem zamkowym
- Zamek Dreiborn(inne języki)
- Kościół św. Mikołaja(inne języki)
- Kościół św. Rocha(inne języki)
- Kościół św. Jana Chrzciciela(inne języki)

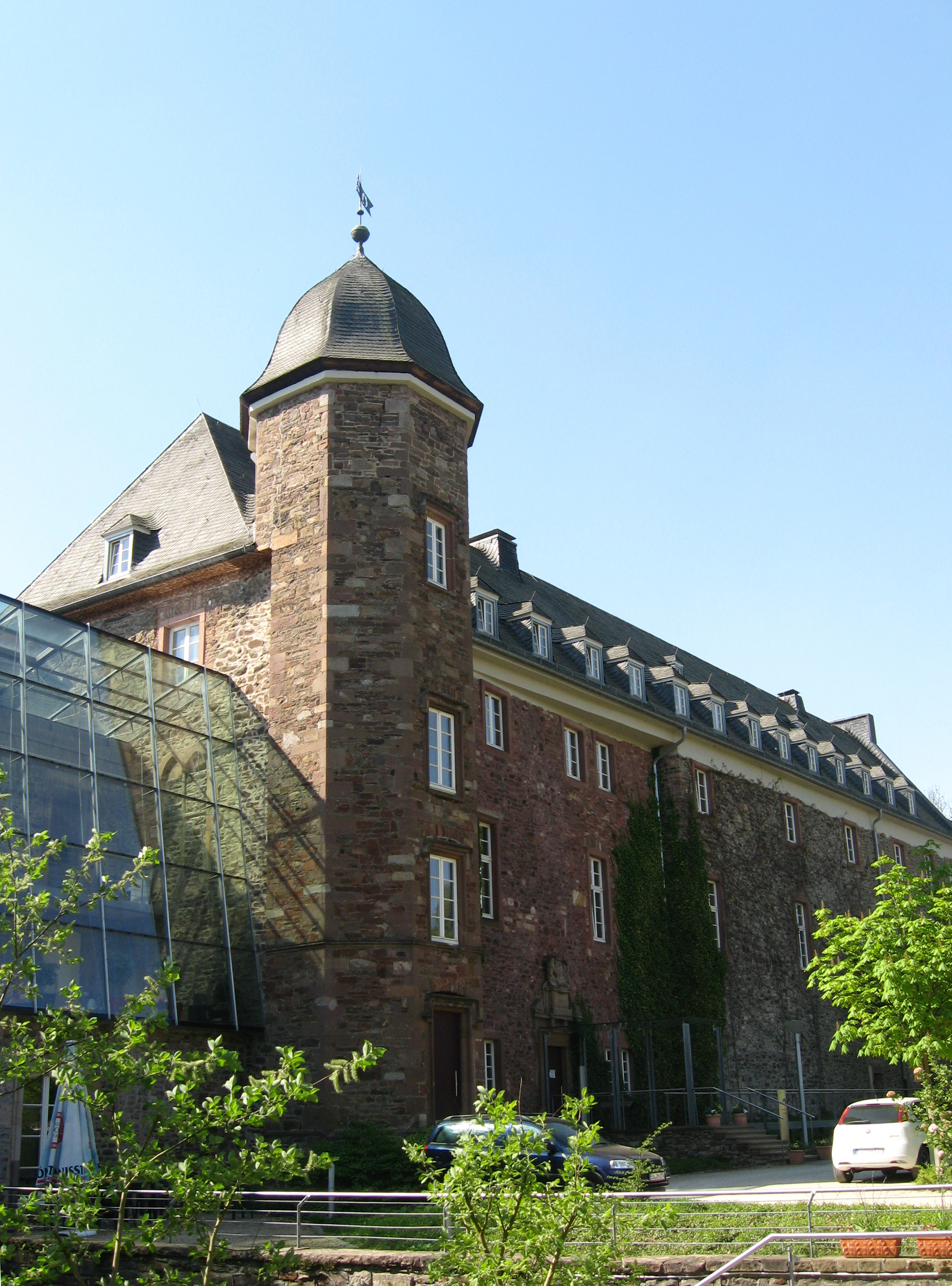
Zamek Schleiden
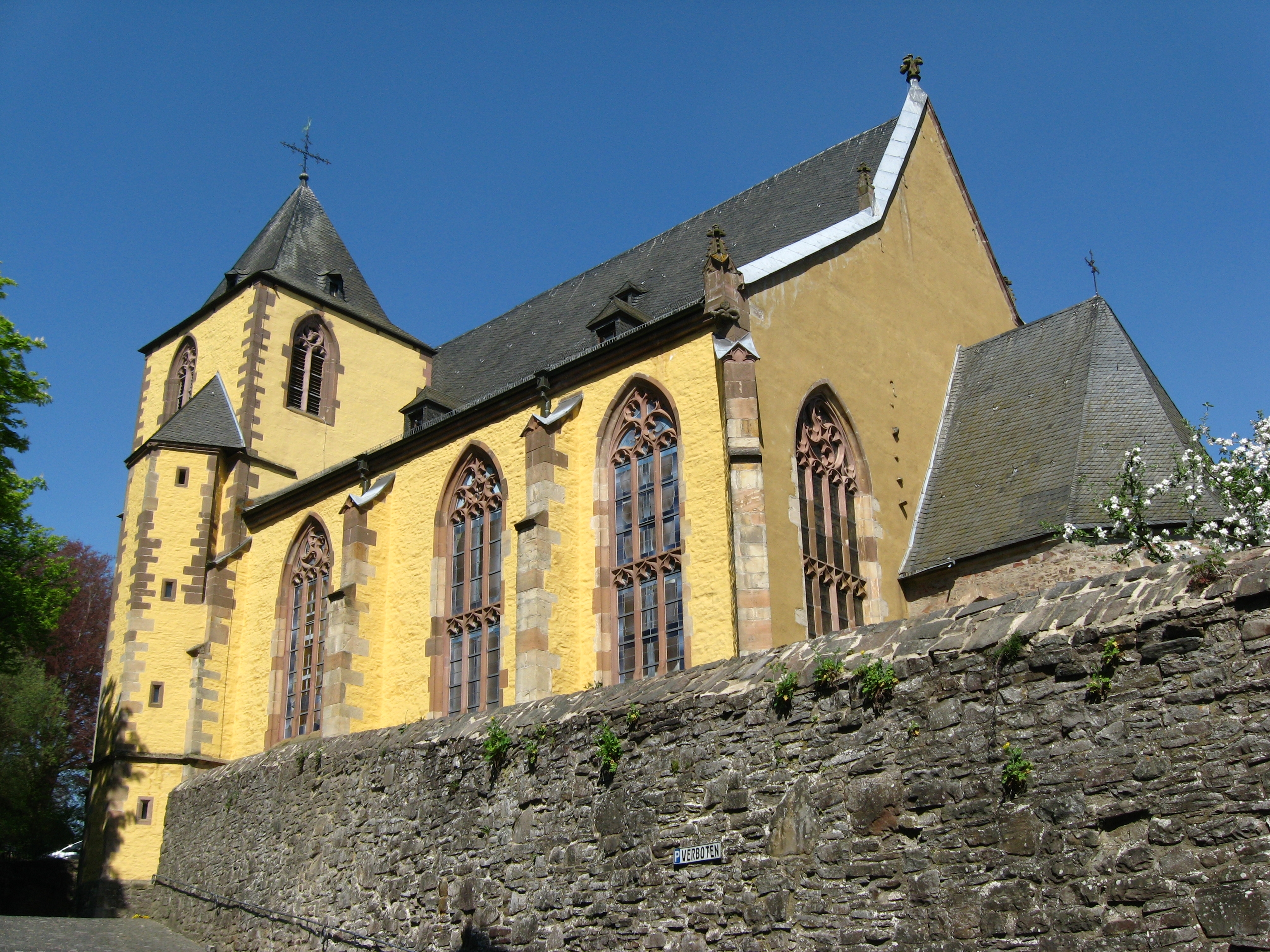
Kościół zamkowy
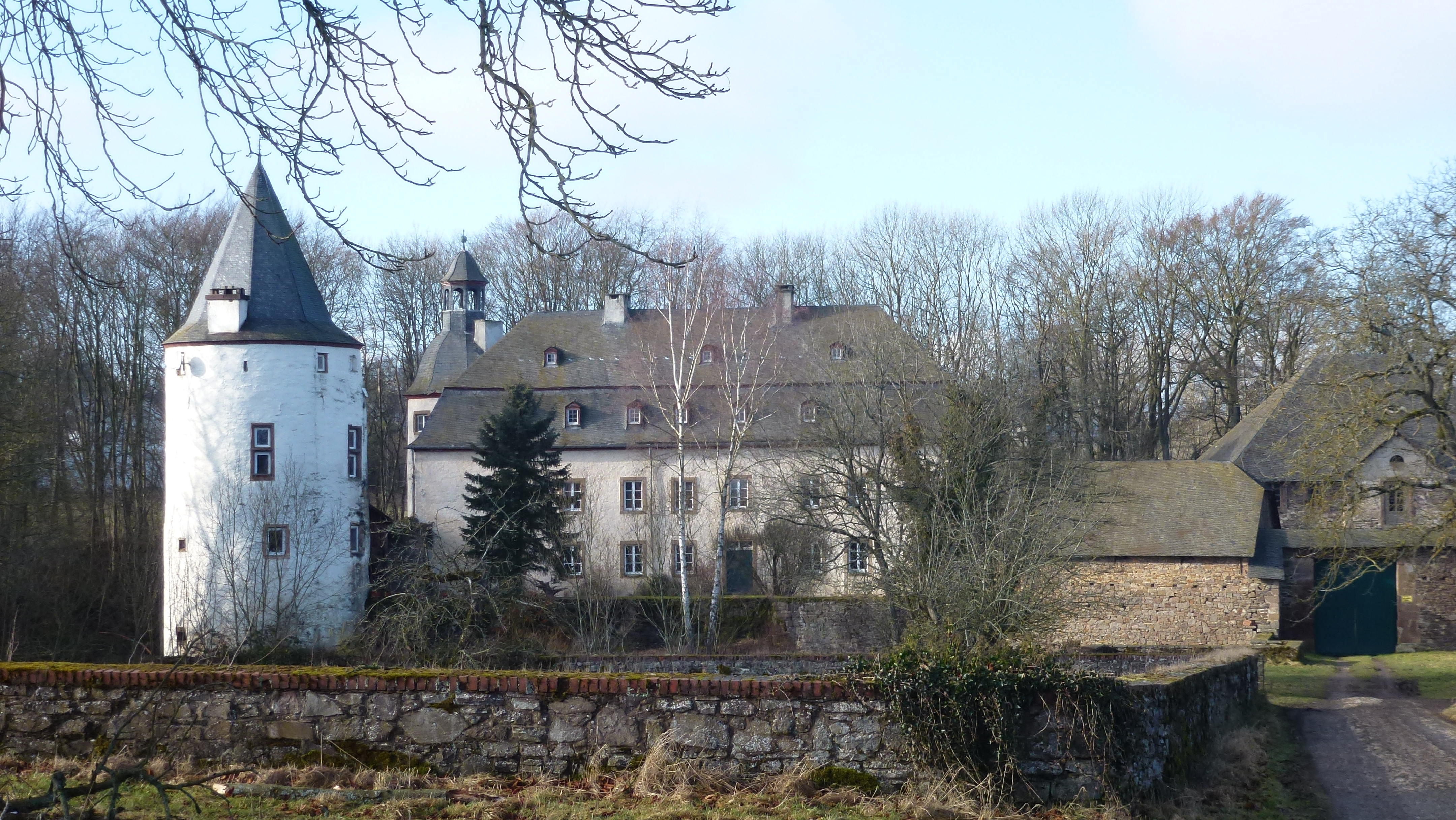
Zamek Dreiborn
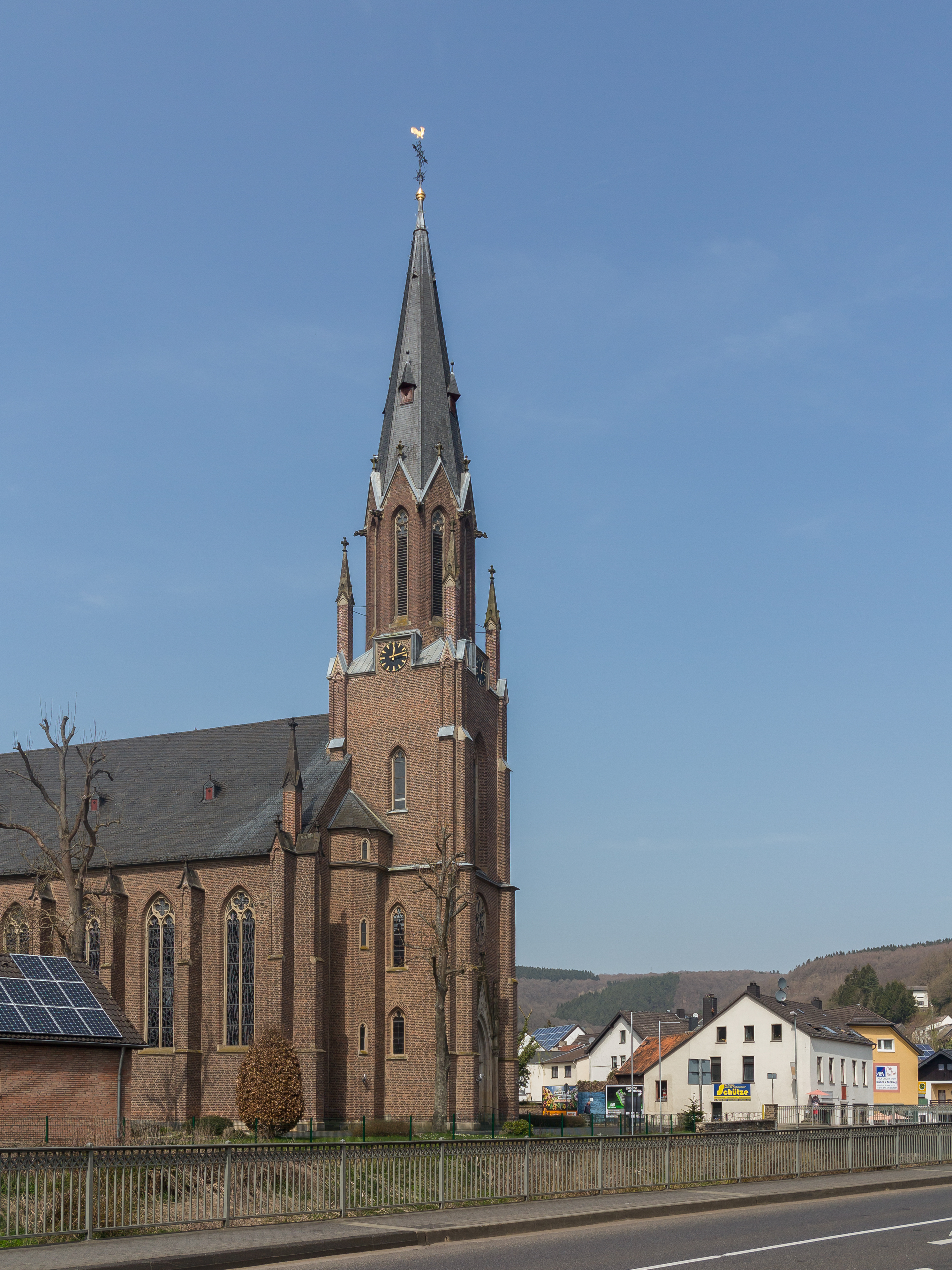
Kościół św. Mikołaja
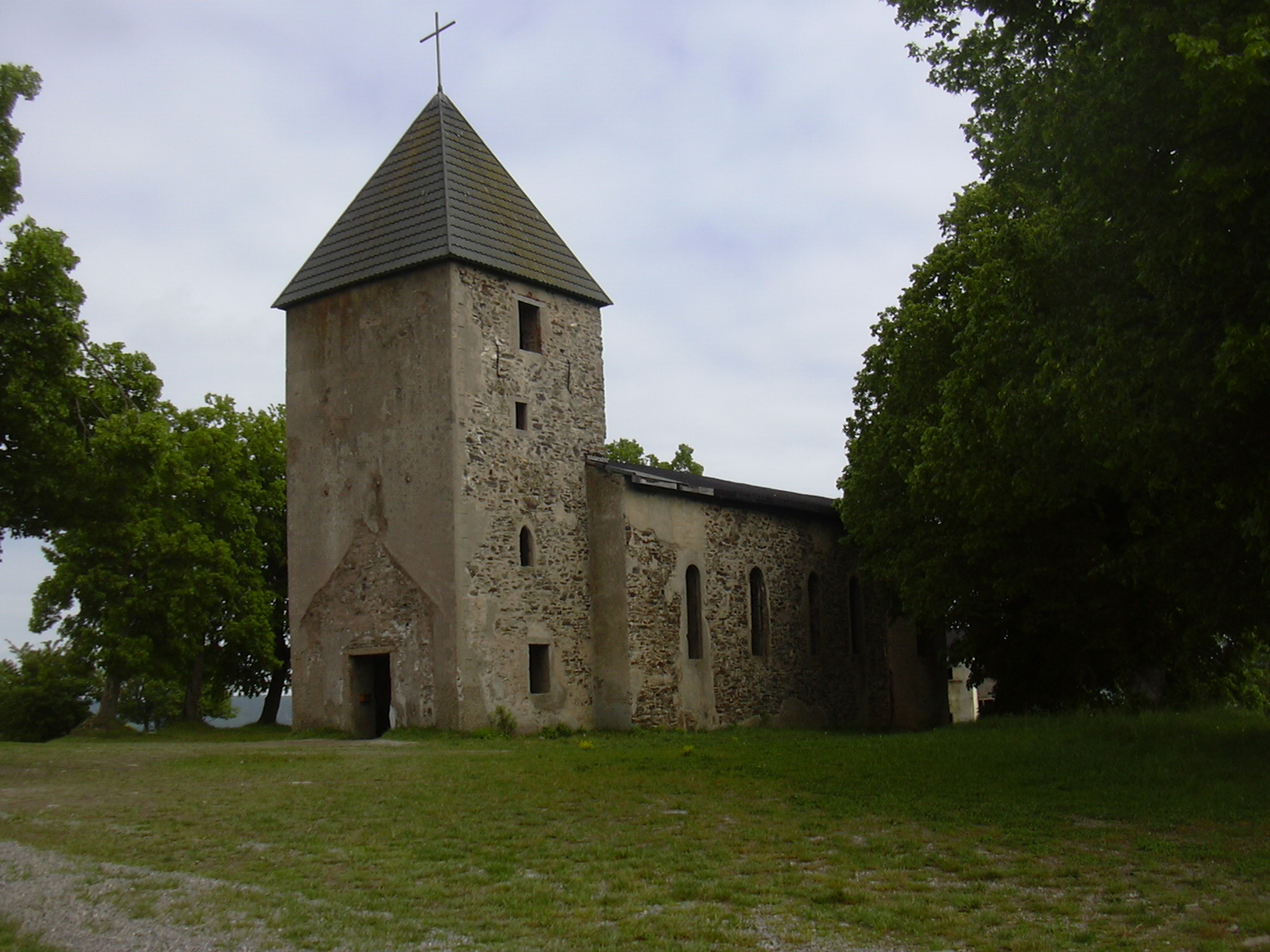
Kościół św. Rocha